# Титовщина (Вологодская область)
Титовщина — деревня в Кичменгско-Городецком районе Вологодской области.
Входит в состав Енангского сельского поселения, с точки зрения административно-территориального деления — в Нижнеентальский сельсовет.
Расстояние до районного центра Кичменгского Городка по автодороге составляет 65 км, до центра муниципального образования Нижнего Енангска по прямой — 14 км. Ближайшие населённые пункты — Веселая, Нижняя Ентала, Мариевский Выселок, Заборье, Мякинная.
Население по данным переписи 2002 года — 83 человека (39 мужчин, 44 женщины). Всё население — русские.